# Encantado
Encantado (Sistema del Río Encantado) – jaskinia położona w północno - wschodniej części wyspy Portoryko. Długość 16,9 kilometrów, deniwelacja 250 metrów. 5 otworów znajduje się na wysokości 175 – 200 metrów. Posiada liczne syfony wodne.